# LE-12
La LE-12 connecte la Rocade sud de Leon (LE-30) au périphérique de la ville (LE-20) au sud-est de l'agglomération.
D'une longueur de deux kilomètres environ, elle prolonge l'A-60 (Leon - Valladolid) et connecte la LE-30 avec le périphérique.
Elle double la N-601 sur le prolongement de l'A-60.

## Tracé
- Elle débute au sud-est de Leon au niveau de Coroillos de la Sobarriba où elle va prolonger l'A-60 qui la relie à Valladolid une fois qu'elle sera construite.
- La LE-30 (Rocade Sud) vient se connecter au sud de Puente del Castro.
- La LE-12 se termine sur un giratoire sur le périphérique de Léon au sud-est du centre ville.

## Sorties
| Numéro de la sortie | Nom de la sortie                                                                                                 | Bifurcation |
| ------------------- | --- | ----------- |
|                     | Leon Sud - Leon-Avenida de Europa Leon-Avenida de Fernandez Ladreda                                              | LE-20       |
| 01                  | Carrefour Leon                                                                                                   |             |
| 02                  | Puento Del Castro                                                                                                |             |
| 03                  | Puento Del Castro Sud                                                                                            |             |
|                     | Leon Sud Oviedo - Gijón AP-66 Lugo - La Corogne AP-71 Benavente - Madrid A-66 Burgos - Logroño - Pampelune A-231 | LE-30       |
|                     | Autoroute de Valladolid à Leon Valladolid                                                                        | A-60        |